# USS Worden (DD-16)
USS Worden (DD-16) – amerykański niszczyciel typu Truxtun. Jego patronem był kontradmirał John Lorimer Worden.
Stępkę okrętu położono 13 listopada 1899 w stoczni Maryland Steel Company w Sparrows Point (Maryland). Zwodowano go 15 sierpnia 1901, matką chrzestną była synowa patrona okrętu. Jednostka weszła do służby w US Navy 17 marca 1903, jej pierwszym dowódcą był Lieutenant Benjamin B. McCormick.
Okręt był w służbie w czasie I wojny światowej. Działał jako jednostka eskortowa na wodach amerykańskich.
Wycofany ze służby 13 lipca 1919 został sprzedany 3 stycznia 1920 w celu wykorzystania w służbie cywilnej. Dalsze losy nieznane.